# Lucrezia de' Medici (1545–1561)
Lucrezia de' Medici (14 februarie 1545 – 21 aprilie 1561) a fost fiica lui Cosimo I de' Medici și a primei lui soții, Eleonora de Toledo. A fost prima soție a lui Alfonso di Ercole II d'Este. A murit la șaisprezece ani, probabil de tuberculoză. 

## Primii ani
Lucrezia a fost al cincilea copil a lui Cosimo I de' Medici și al Eleonorei de Toledo. S-a născut la Florența în 14 februarie 1545. A crescut în atmosfera luminoasă a familiei Medici, chiar dacă educația sa a fost rigidă și severă, modelată după rigidul ceremonial al curții spaniole a mamei sale.

## Căsătoria
În 1557, pentru a întării pacea dintre Ercole II d'Este și Filip al II-lea al Spaniei, s-a decis căsătoria prințului Alfonso cu Maria de' Medici, fiica mai mare a lui Cosimo de' Medici, aliatul regelui Spaniei și cel ce mediase tratatul de pace. Dar Maria a murit de malarie puțin mai târziu, astfel a fost înlocuită de sora ei Lucrezia. 
În 18 mai 1558, prințul Alfonso își face intrarea solemnă în Florența, iar în 3 iulie se celebrează căsătoria într-o capelă din Palazzo Vechio. Dar deoarece Lucrezia era prea tânără, ducesa Eleonora a pretins ca fiica sa să rămână cu ea până va deveni femeie. Astfel trei zile mai târziu Alfonso a părăsit Florența, iar Lucrezia a rămas alături de sora sa Isabella în apartamentele mamei sale, izolată de restul lumii. 
La moartea ducelui Ercole II - în 3 octombrie 1559 - Alfonso devine duce de Ferrara, Modena și Reggio cu numele de Alfonso di Ercole II d'Este, iar Lucrezia ducesă consoartă. Lucrezia a părăsit curtea de Medici în 17 februarie 1560 și și-a făcut intrarea triumfală în Ferrara. Dar și acolo a rămas izolată și la mai puțin de un an a murit probabil de tuberculoză, după două luni de suferințe; a fost îngrijită de un medic florentin trimis de tatăl său. Simptomele sale au fost: febră, scădere în greutate, îi curgea sânge din nas și avea o tuse constantă. După moartea sa au circulat povești nefondate că ar fi fost otrăvită. A fost înmormântată la Ferrara, în mănăstirea Corpus Domini, locul în care se odihnesc membri familiei d'Este. 
Lucrezia și Alfonso nu au avut copii, iar Alfoso s-a recăsătorit de două ori pentru a avea un moștenitor: în 1565 cu Arhiducesa Barbara de Austria și în 1579 cu Margherita Gonzaga. Nu a avut copii, iar moartea sa a  însemnat sfârșitul dominației familiei Este în ducatul de Ferrara, care va fi încorporat Statelor Papale; ducatele Reggio și Modena au trecut în posesia nepotului Cesare d'Este, descendent dintr-o ramură ilegitimă a familiei Este.
De la Lucrezia a rămas un frumos portret de Agnolo Bronzino. 
Se presupune că Lucrezia este "ultima ducesă" din My last Duchess, monologul dramatic în versuri a lui Robert Browning, publicat prima oară în 1842 cu titlul Italy, iar în 1845 cu titlul actual.